# روز پاکستان

روز پاکستان (اردو: یوم پاکستان) یا روز قطعنامه پاکستان، همچنین روز جمهوری، روز ۲۳ مارس هر سال است که به مناسبت تصویب قطعنامه لاهور جهت تشکیل پاکستان اسلامی در سال ۱۹۴۰ میلادی به تصویب رسیده‌است، توسط مردم و حکومت پاکستان گرامی داشته و تعطیل رسمی می‌باشد. با تصویب قانون اساسی پاکستان در تارخ ۲۳ مارس ۱۹۵۶، کشور پاکستان به اولین جمهوری اسلامی جهان، مبدل شد. از زمان تصویب این قطعنامه تا به امروز، همه ساله و در سراسر کشور پاکستان این روز به عنوان تعطیل عمومی، جشن گرفته می‌شود.

## مراسم جشن
آیین گرامیداشت روز پاکستان با شلیک ۳۱ گلوله در شهر اسلام‌آباد (پایتخت) و شلیک ۲۱ توپ در چهار ایالت این کشور آغاز می‌شود. این رسم برای ادای احترام به شهدای جنبش استقلال پاکستان و افرادی که جان خود را در دوران مبارزه علیه تروریسم در این کشور از دست دادند برگزار می‌گردد. در ادامه مراسم، نیروهای مسلح پاکستان -اعم از نیروهای زمینی، دریایی و نیروی هوایی ارتش، نیروهای یگان ویژه، پلیس، نیروهای مرزی و یگان کماندوهای ویژه ارتش (SSG) به همراه افسران زن ارتش- در حضور هزاران نفر از مردم این کشور، رژه اجرا می‌کنند. در این مراسم جنگ‌افزارها و تسلیحات ارتش پاکستان نیز به نمایش گذاشته می‌شد. در این مراسم رئیس‌جمهوری وقت پاکستان سخنرانی خواهد کرد. رژه نیروهای مسلح و سخنرانی‌های این مراسم به‌طور مستقیم در تمام پاکستان پخش زنده می‌شود. از دیگر مراسمات ویژه این جشن، دعوت از سران ارشد یا فرماندهان نظامی کشورهای خارجی برای دیدن رژه می‌باشد.
مردم پاکستان در شهرهای دیگر این کشور ۲۳ مارس، سالروز تصویب قطعنامه موسوم به ایجاد یک کشور مسلمان با نام پاکستان را جشن گرفته و یاد همه افرادی را که برای تأسیس این کشور مستقل اسلامی در شبه قاره هند فداکاری کردند، گرامی می‌دارند.

### فرماندهان رژه
از سال ۱۹۵۶ تا ۲۰۱۸ مأمورین زیر از ارتش، رهبری رژه خدمات مشترک را برگزار می‌کردند:
| سال  | افسر                     | واحد                   | یادداشت                                |
| ---- | ------------------------ | ---------------------- | -------------------------------------- |
| ۱۹۸۳ | سرتیپ نصیر محمود         | هنگ ۱ پنجاب            |                                        |
| ۱۹۸۷ | سرتیپ افضل جانجووا اس-جی | FF Regt                | ترفیع به سپبهد                         |
| ۱۹۸۹ | سرتیپ یعسوب دگار         | 2 FF Regiment (Guides) |                                        |
| ۱۹۹۶ | سرتیپ نوید نصر           | 17 Punjab Regiment     |                                        |
| ۱۹۹۷ | سرتیپ جاوید اقبال        | 18 Field Regiment      | کارشناسی ارشد به نواز شریف در سال ۱۹۹۹ |
| ۱۹۹۸ | سرتیپ اکرم صحی           | FF Regt                | ترفیع به سرلشکر                        |
| ۱۹۹۹ | سرتیپ خالد نواز جانجووا  | 3 Baluch Regt          | ترفیع به سپبهد                         |
| 20xx | سرتیپ بدر منیر           | AK Regt                |                                        |
| ۲۰۰۵ | سرتیپ نوشاد کیانی        | Punjab Regt            | ترفیع به سپبهد                         |
| ۲۰۰۷ | سرتیپ طارق غفور          | FF Regt                | ترفیع به سپبهد                         |
| ۲۰۰۸ | سرتیپ احسان الحق         |                        | ترفیع به سپبهد                         |
| ۲۰۱۵ | سرتیپ خرم سرفراز         | 27 Baluch Regt         |                                        |
| ۲۰۱۶ | سرتیپ امیر مجید          | 29 AK Regt             |                                        |
| ۲۰۱۷ | سرتیپ عامر احسان نواز    | 3 Baluch Regt          | ترفیع به سپهبد                         |
| ۲۰۱۸ | سرتیپ عامر امین          | 19 FF Regt             |                                        |

### مهمانان خارجی جشن
از سال ۱۹۵۶ تا ۲۰۱۹، مقامات خارجی که در رژه شرکت کرده‌اند عبارتند از:
| سال  | مهمان ویژه           | کشور                       | یادداشت                |
| ---- | -------------------- | -------------------------- | ---------------------- |
| ۱۹۸۵ | ژنرال رودینی         | اندونزی                    | رئیس ستاد ارتش اندونزی |
| ۱۹۸۷ | رابرت موگابه         | زیمبابوه                   | رئیس‌جمهور زیمبابوه     |
| ۱۹۹۶ | کاسام اوتیم          | موریس                      | رئیس‌جمهور موریس        |
| ۱۹۹۷ | سازمان همکاری اسلامی | اعضاء سازمان همکاری اسلامی |                        |
| ۲۰۱۸ | میتریپالا سیریسنا    | سریلانکا                   | رئیس‌جمهور سریلانکا     |
| ۲۰۱۹ | ماهاتیر محمد         | مالزی                      | نخست‌وزیر مالزی         |